# A Chama
A Chama (La Flamme, em francês) é uma série de televisão francesa com nove episódios de cerca de 31 minutos, criada por Jonathan Cohen, Jérémie Galan e Florent Bernard. Será transmitida em França no Canal+ entre 12 de outubro de 2020 e 26 de outubro de 2020 e na Bélgica e Luxemburgo na Be 1 a partir de 27 de outubro de 2020.
Trata-se de um remake da série americana Burning Love, que parodia reality shows de encontros como Bachelor, the Single Gentleman.
Uma sequela, intitulada Le Flambeau: Les aventuriers de Chupacabra, foi anunciada por Jonathan Cohen para 31 de agosto de 2021. Ao contrário de "A Chama" (La Flamme), trata-se de uma paródia do reality show de aventuras, com o regresso de algumas personagens da 1ª temporada.
A série é também transmitida em Portugal na RTP2 desde 1 de julho de 2023.

## Sinopse
Para Marc, o amor é como uma viagem de avião... e 13 mulheres vindas de toda a França vão competir para levantar voo com ele. Marc vai passar o tempo a conhecer cada concorrente e no final de cada episódio, distribui as cobiçadas passagens de avião, permitindo que as vencedoras permaneçam em jogo, cheguem à final e tenham a possibilidade de se tornar... a Sra. Marc.
Os ânimos vão desgastar-se e as paixões vão aumentar ao longo da aventura enquanto esperamos para descobrir quem é que Marc irá escolher como co-piloto da sua jornada pela vida.

## Transmissão e audiências
A série estreou no festival de Canneséries a 9 de outubro de 2020, alguns dias antes de ser transmitida no Canal+. Cerca de 615.000 telespectadores assistiram ao primeiro episódio em sinal aberto no Canal+.
No final de outubro de 2020, a série tinha ultrapassado os 12 milhões de visualizações no Canal+.